# 越巂郡
越巂郡（巂一作嶲，讀若髓，注音：ㄙㄨㄟˇ，汉语拼音：suǐ；一說讀西），中國古郡名，漢武帝元鼎六年（公元前111年）開邛都國而置。郡治在邛都縣（今四川西昌市東南）。西漢後期隸屬于益州刺史部。王莽時改越巂為集巂。梁置巂州。隋唐時兩度恢復越巂郡舊稱。唐末其地入南詔。

## 名稱
按《廣韻》，“嶲”“巂”是兩個不同的字。此郡要用山爲形旁雋爲聲旁的“嶲”。但古人常把兩字搞混。
嶲字的讀音，有“髓”與“西”兩說。漢書顏師古注云：“嶲音先蘂反”、“嶲音髓”。中華人民共和國国家语言文字工作委员会編訂的简化字总表則將越嶲縣簡化為越西县，認為越嶲縣之嶲字（嶲即嶲的异体字）讀若“西”。但中國大陸1979年版辞海中的“越嶲”一條仍採用“髓”（suǐ）的讀音。
有說法認為“巂”源于巂鸟，指杜鹃，当地有黃帝後裔蜀王杜宇化为杜鹃的传说。蜀亡後，部分蜀人南遷入西南夷，與當地少數民族融合，被汉代人称为嶲，視為西南夷的一個部落。“（邛都）其外西自桐師以東，北至葉榆，名為巂、昆明。編髮，隨畜移徙，亡常處，亡君長，地方可數千里”。汉书地理志越巂郡條下應劭注云：“故邛都國有巂水，言越此水，以章休盛也。”也有部分蜀人南遷至越南，建立甌雒國。

## 越雟郡沿革

### 漢朝
汉成帝元延、绥和之際（約前8年），越巂郡領十五縣（道）：邛都縣、遂久縣、靈關道、臺登縣、定莋縣（都尉治所）、會無縣、莋秦縣、大莋縣、姑復縣、三絳縣、蘇示縣、闌縣、卑水縣、灊街縣、青蛉縣。汉平帝元始二年（公元2年），郡內有61208戶，408405人。其轄地大致相當於今四川省涼山彝族自治州的大部分，乐山市和雅安市的西南部，攀枝花市，云南省丽江市，楚雄彝族自治州的一部分。
東漢前期省灊街縣，漢末復置。永初六年（112年）設置三苑地區。一說東漢末年省並大莋縣、靈關道。

### 魏晉南北朝
蜀汉時割越巂郡南、益州郡西、永昌郡東部數縣析置雲南郡。晉、宋因之。南齐時廢越巂郡。梁置巂州。梁末，西魏取梁之益州、寧州。北周置嚴州。

### 隋唐
隋朝开皇六年（586年）改嚴州為西寧州，十八年改為巂州。大業三年（607年）改巂州為越巂郡，領六縣，郡治在越巂縣。大業五年，有7448戶。
| 縣名   | 與之對應的北周郡縣 |
| 越巂縣 | 越巂郡             |
| 邛都縣 | 越巂郡             |
| 蘇祁縣 | 亮善郡             |
| 可泉縣 | 宣化郡             |
| 臺登縣 | 白沙郡             |
| 邛部縣 | 邛部郡、平樂郡     |

唐朝武德元年（618年）改越巂郡為巂州，領越巂、邛部、可泉、蘇祁、臺登。次年置昆明縣。貞觀二年，割雅州之陽山、漢源二縣來屬。貞觀八年，置和集縣。天寶元年，改巂州為越巂郡，乾元元年復為巂州。唐末其地入南詔，為會川都督府。
| 縣名   | 與之對應的漢代舊縣 |
| 越巂縣 | 邛都縣             |
| 邛部縣 | 闌縣               |
| 臺登縣 | 臺登縣             |
| 蘇祁縣 | 蘇夷縣             |
| 西瀘縣 | 邛都縣             |
| 昆明縣 | 定莋縣             |
| 會川縣 |                    |

### 宋代以後
宋時其地屬大理，置建昌府。元其地屬建昌、麗江、德昌、會川、姚安等路，隸屬於雲南行省。明置四川行都司、永寧府、麗江府。清朝其地分屬四川省寧遠府、雲南省永北直隸廳、麗江府。
明代于今越西縣置越巂衛，清代置越巂廳。民國置越巂縣。中華人民共和國改越巂縣為越西縣。

## 太守
- 枚根，新莽時集巂大尹。更始二年（25年）為長貴所殺。[12]
- 長貴，越雟邛族人。殺枚根自立為邛谷王，領太守。後降漢。[13]
- 鄭鴻，建武二十七年時在任。[14]
- 張翕，字叔陽，巴郡安漢人。明帝永平中為牂柯太守。永平十七年卒于官。[15]
- 張璠，張翕子。安帝元和六年在任。[15]
- 馮顥，字叔宰，廣漢郪人。順帝時越雟太守。[16]
- 李文德，南陽犨人。東漢末年越雟太守。
- 竹灵倩（天宝初年）
- 张虔陀（天宝年间）
- 段子璋（756年—757年）
- 杨庭琎（757年）[17]